# Dominância apical

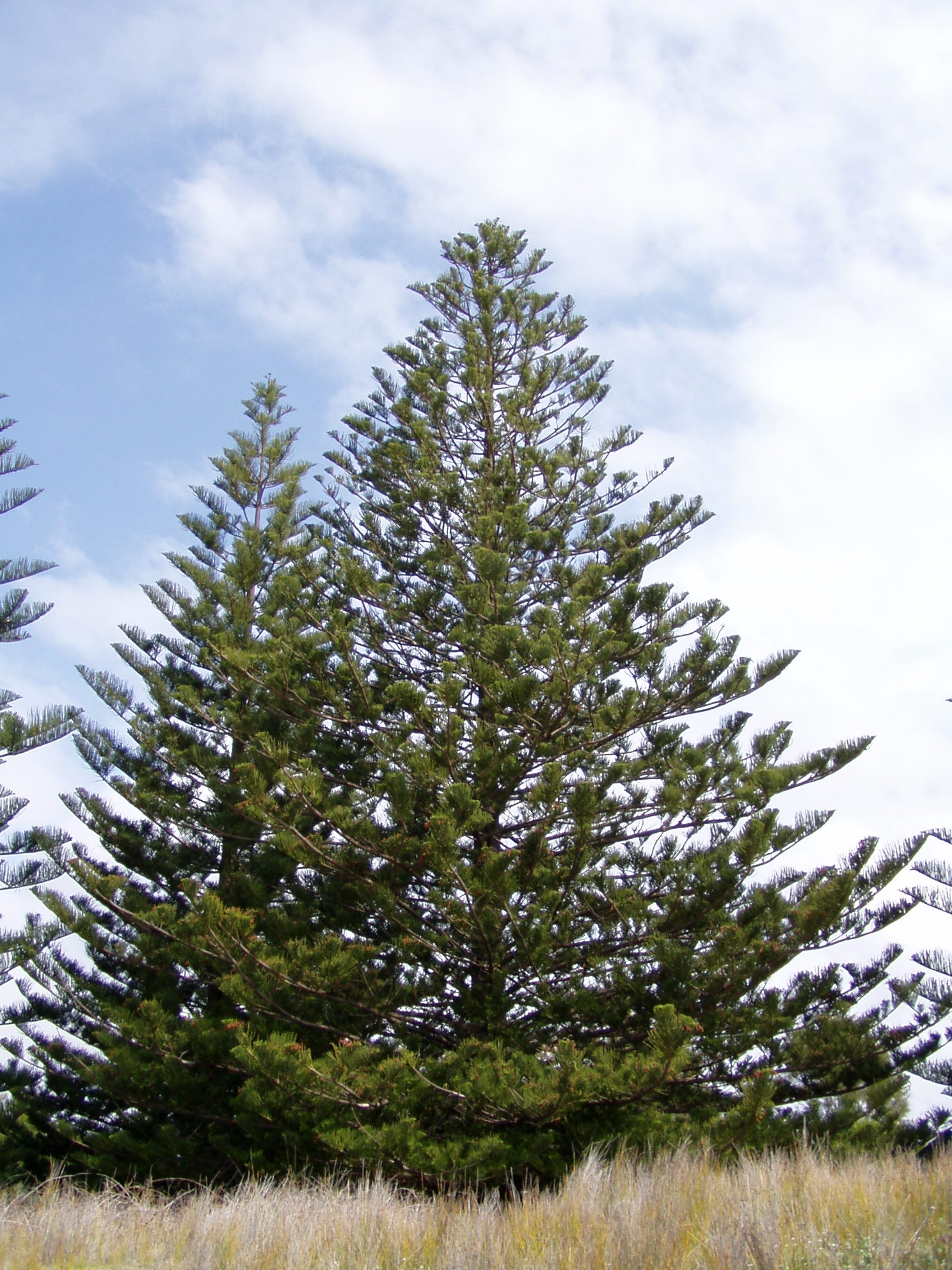
Muitas coníferas apresentam uma forte dominância apical.

Em fisiologia vegetal, a dominância apical é o fenómeno através do qual o eixo central da planta é dominante (cresce mais vigorosamente) que os eixos que dele emergem (ramos laterais). Por sua vez, estes ramos laterais são dominantes em relação a outros ramos que deles emergem.
Isso ocorre em consequência da quantidade do hormônio Auxina que o meristema do ramo central produz, que inibe a formação de outros ramos perto do mesmo.
As plantas tendem a crescer na vertical, devido à necessidade de luz para assegurar a sua sobrevivência.